# Cristian Machado
Cristian Machado, född 1974 i Rio De Janeiro i Brasilien, är en brasiliansk musiker, numera sångare i heavy metal-bandet Lions At The Gate och före detta sångare i Nu-metal-bandet Ill Niño.Han har också spelat i Headclamp och La Familia. Han har gästsjungit med flera band, bland annat Soulfly och 40 Below Summer.

## Barndom
Cristian föddes i Brasilien, men flyttade väldigt snart till Venezuela med sin mor. 1986 flyttade de till New Jersey där han bodde resten av tonåren. Hans mor sade att hans styvfar var hans riktiga far.

## Diskografi (urval)
Studioalbum med Ill Niño
- 2001 – Revolution Revolución
- 2003 – Confession
- 2005 – One Nation Underground
- 2008 – Enigma
- 2010 – Dead New World
- 2012 – Epedimia
- 2014 – Till Death, La Familia

Med Soulfly
- 2002 – III (sångtexter)[1]

Med Deteriorot
- 2016 – Echoes From The Past[3]

Solo
- 2020 – Hollywood Y Sycamore

Med Lions At The Gate
- 2021 – Not Even Human (single)